# Trophée Track and Field News de l'athlète de l'année
Le Trophée Track and Field News de l'athlète de l'année  (Track & Field News Athlete of the Year en anglais) est une récompense annuelle décernée par le magazine américain Track and Field News aux meilleurs athlètes féminins et masculins.

## Palmarès
| Année | Hommes             | Hommes                 | Femmes                   | Femmes             |
| ----- | ------------------ | ---------------------- | ------------------------ | ------------------ |
| 1959  | Martin Lauer       | Allemagne de l'Ouest   | n/a                      | n/a                |
| 1960  | Rafer Johnson      | États-Unis             | n/a                      | n/a                |
| 1961  | Ralph Boston       | États-Unis             | n/a                      | n/a                |
| 1962  | Peter Snell        | Nouvelle-Zélande       | n/a                      | n/a                |
| 1963  | Yang Chuan-Kwang   | République de Chine    | n/a                      | n/a                |
| 1964  | Peter Snell        | Nouvelle-Zélande       | n/a                      | n/a                |
| 1965  | Ron Clarke         | Australie              | n/a                      | n/a                |
| 1966  | Jim Ryun           | États-Unis             | n/a                      | n/a                |
| 1967  | Jim Ryun           | États-Unis             | n/a                      | n/a                |
| 1968  | Bob Beamon         | États-Unis             | n/a                      | n/a                |
| 1969  | Bill Toomey        | États-Unis             | n/a                      | n/a                |
| 1970  | Randy Matson       | États-Unis             | n/a                      | n/a                |
| 1971  | Rod Milburn        | États-Unis             | n/a                      | n/a                |
| 1972  | Lasse Virén        | Finlande               | n/a                      | n/a                |
| 1973  | Ben Jipcho         | Kenya                  | n/a                      | n/a                |
| 1974  | Rick Wohlhuter     | États-Unis             | Irena Szewinska          | Pologne            |
| 1975  | John Walker        | Nouvelle-Zélande       | Faina Melnik             | Union soviétique   |
| 1976  | Alberto Juantorena | Cuba                   | Tatyana Kazankina        | Union soviétique   |
| 1977  | Alberto Juantorena | Cuba                   | Rosemarie Ackermann      | Allemagne de l'Est |
| 1978  | Henry Rono         | Kenya                  | Marita Koch              | Allemagne de l'Est |
| 1979  | Sebastian Coe      | Royaume-Uni            | Marita Koch              | Allemagne de l'Est |
| 1980  | Edwin Moses        | États-Unis             | Ilona Briesenick         | Allemagne de l'Est |
| 1981  | Sebastian Coe      | Royaume-Uni            | Evelyn Ashford           | États-Unis         |
| 1982  | Carl Lewis         | États-Unis             | Marita Koch              | Allemagne de l'Est |
| 1983  | Carl Lewis         | États-Unis             | Jarmila Kratochvílová    | Tchécoslovaquie    |
| 1984  | Carl Lewis         | États-Unis             | Evelyn Ashford           | États-Unis         |
| 1985  | Saïd Aouita        | Maroc                  | Marita Koch              | Allemagne de l'Est |
| 1986  | Youri Sedykh       | Union soviétique       | Jackie Joyner-Kersee     | États-Unis         |
| 1987  | Saïd Aouita        | Maroc                  | Jackie Joyner-Kersee     | États-Unis         |
| 1988  | Sergueï Bubka      | Union soviétique       | Florence Griffith-Joyner | États-Unis         |
| 1989  | Roger Kingdom      | États-Unis             | Ana Quirot               | Cuba               |
| 1990  | Michael Johnson    | États-Unis             | Merlene Ottey            | Jamaïque           |
| 1991  | Sergueï Bubka      | Union soviétique       | Heike Henkel             | Allemagne          |
| 1992  | Kevin Young        | États-Unis             | Heike Drechsler          | Allemagne          |
| 1993  | Noureddine Morceli | Algérie                | Wang Junxia              | Chine              |
| 1994  | Noureddine Morceli | Algérie                | Jackie Joyner-Kersee     | États-Unis         |
| 1995  | Haile Gebrselassie | Éthiopie               | Sonia O'Sullivan         | Irlande            |
| 1996  | Michael Johnson    | États-Unis             | Svetlana Masterkova      | Russie             |
| 1997  | Wilson Kipketer    | Danemark               | Marion Jones             | États-Unis         |
| 1998  | Haile Gebrselassie | Éthiopie               | Marion Jones             | États-Unis         |
| 1999  | Hicham El Guerrouj | Maroc                  | Gabriela Szabo           | Roumanie           |
| 2000  | Virgilijus Alekna  | Lituanie               | Marion Jones             | États-Unis         |
| 2001  | Hicham El Guerrouj | Maroc                  | Stacy Dragila            | États-Unis         |
| 2002  | Hicham El Guerrouj | Maroc                  | Paula Radcliffe          | Royaume-Uni        |
| 2003  | Félix Sánchez      | République dominicaine | Maria Mutola             | Mozambique         |
| 2004  | Kenenisa Bekele    | Éthiopie               | Yelena Isinbayeva        | Russie             |
| 2005  | Kenenisa Bekele    | Éthiopie               | Yelena Isinbayeva        | Russie             |
| 2006  | Asafa Powell       | Jamaïque               | Sanya Richards           | États-Unis         |
| 2007  | Tyson Gay          | États-Unis             | Meseret Defar            | Éthiopie           |
| 2008  | Usain Bolt         | Jamaïque               | Tirunesh Dibaba          | Éthiopie           |
| 2009  | Usain Bolt         | Jamaïque               | Sanya Richards           | États-Unis         |
| 2010  | David Rudisha      | Kenya                  | Blanka Vlašić            | Croatie            |
| 2011  | David Rudisha      | Kenya                  | Vivian Cheruiyot         | Kenya              |
| 2012  | David Rudisha      | Kenya                  | Valerie Adams            | Nouvelle-Zélande   |
| 2013  | Bohdan Bondarenko  | Ukraine                | Valerie Adams            | Nouvelle-Zélande   |
| 2014  | Renaud Lavillenie  | France                 | Anita Włodarczyk         | Pologne            |
| 2015  | Ashton Eaton       | États-Unis             | Genzebe Dibaba           | Éthiopie           |
| 2016  | Wayde van Niekerk  | Afrique du Sud         | Anita Włodarczyk         | Pologne            |
| 2017  | Mutaz Essa Barshim | Qatar                  | Anita Włodarczyk         | Pologne            |
| 2018  | Eliud Kipchoge     | Kenya                  | Caster Semenya           | Afrique du Sud     |
| 2019  | Karsten Warholm    | Norvège                | Dalilah Muhammad         | États-Unis         |
| 2020  | Armand Duplantis   | Suède                  | Yulimar Rojas            | Venezuela          |
| 2021  | Ryan Crouser       | États-Unis             | Elaine Thompson-Herah    | Jamaïque           |
| 2022  | Armand Duplantis   | Suède                  | Sydney McLaughlin        | États-Unis         |
| 2023  | Ryan Crouser       | États-Unis             | Faith Kipyegon           | Kenya              |